# Лемма Витали о покрытиях
Лемма Витали о покрытиях — комбинаторногеометрический результат. Широко используется в теории меры.
Эта лемма используется в доказательстве теоремы Витали о покрытиях, но также представляет самостоятельный интерес.
Названа в честь итальянского математика Джузеппе Витали.

## Формулировка

### Конечная версия
Пусть {\displaystyle B_{1},\ldots ,B_{n}} — конечный набор шаров, содержащихся в d-мерном евклидовом пространстве Rd (или, в более общем случае, в произвольном метрическом пространстве). Тогда существует подмножество {\displaystyle B_{j_{1}},B_{j_{2}},\dots ,B_{j_{m}}} из этих шаров, в котором шары попарно не пересекаются, и выполняется
{\displaystyle B_{1}\cup B_{2}\cup \ldots \cup B_{n}\subseteq 3B_{j_{1}}\cup 3B_{j_{2}}\cup \ldots \cup 3B_{j_{m}},}
где {\displaystyle 3B_{j_{k}}} обозначает шар с тем же центром, что и у {\displaystyle B_{j_{k}}}, но с утроенным радиусом.

### Бесконечная версия
Пусть {\displaystyle \{B_{j}\mid j\in J\}} — произвольный (счётный или несчётный) набор шаров в Rd (или, более общо, в метрическом пространстве), такой что
{\displaystyle \sup \,\{\mathrm {rad} (B_{j})\mid j\in J\}<\infty ,}
где {\displaystyle \mathrm {rad} (B_{j})} обозначает радиус шара Bj.
Тогда для любого {\displaystyle k>3} существует счётное подмножество
{\displaystyle \{B_{j}\mid j\in J'_{k}\},\quad J'_{k}\subset J,}
попарно непересекающихся шаров, таких что
{\displaystyle \bigcup _{j\in J}B_{j}\subseteq \bigcup _{j\in J'_{k}}k\,B_{j}.}

### Замечания
- В бесконечной версии лемма перестаёт быть верной, если радиусы не ограничены: например, это неверно для бесконечного набора концентрических шаров с целыми положительными радиусами.
- В самом общем случае, для произвольного метрического пространства, выбор максимальной непересекающейся подколлекции шаров требует некоторой формы леммы Цорна.

## Следствия
- В любом конечном наборе шаров {\displaystyle n}-мерного евклидова пространства с объёмом объединения {\displaystyle V}, можно выбрать поднабор пересекающихся между собой шаров с общим объёмом не менее {\displaystyle {\tfrac {1}{3^{n}}}\cdot V}.
  - Коэффициент {\displaystyle {\tfrac {1}{3^{n}}}} не является оптимальным и оптимальное значение не известно.[1]

## Вариации и обобщения
- Вместо шаров можно брать другие области с довольно слабыми условиями.[2]
- Лемма Безиковича — аналог леммы Витали. Она применима для произвольных мер, но только для простых метрических пространств включая евклидово пространство в то время как Лемма Витали применима на произвольных метрических пространствах для мер {\displaystyle \mu } обладающих свойством удвоения. Последнее означает, что для некоторой вещественной константы {\displaystyle C} и произвольного шара {\displaystyle B} имеем
{\displaystyle \mu (2\cdot B)\leq C\cdot \mu (B)}